# Linea Kol'cevaja
La linea Kol'cevaja (in russo Кольцева́я ли́ния?, letteralmente linea anulare) o linea 5 è la prima linea circolare della metropolitana di Mosca. È stata costruita dal 1950 al 1954 intorno al centro di Mosca, ed è divenuta importantissima nel trasporto dei passeggeri.
Di tutte le linee, quella circolare è rimasta la più famosa, principalmente per le bellissime stazioni costruite al massimo splendore dell'architettura stalinista. 

## Storia
Nei progetti iniziali per lo sviluppo della metropolitana non vi era traccia di linee circolari. La rete fu progettata con linee che tagliassero diametralmente la città, con stazioni di interscambio dove le linee si intersecavano. Tuttavia, dopo l'apertura della seconda tratta nel 1938, fu chiaro dal traffico eccessivo nelle stazioni di interscambio che la rete era insufficiente a fronteggiare il crescente numero di passeggeri. Secondo una leggenda, Iosif Stalin stesso suggerì l'anello quando posò una tazza di caffè sulla cartina del progetto originale (senza anello) e, dopo averla alzata, notò il segno circolare intorno al centro della città. Si pensa che il colore marrone della linea Kol'cevaja sia proprio dovuto a questo motivo.
In principio, vi furono dibattiti sul percorso dell'anello, se cioè avrebbe dovuto seguire i viali dell'Anello dei giardini che circonda il centro oppure se avrebbe dovuto avere una circonferenza più ampia. Alla fine fu deciso di allineare parzialmente il percorso meridionale lungo il Sadovoe Kol'co, e deviare invece la parte settentrionale per collegare le stazioni ferroviarie di Mosca. Questo risolse un importante problema logistico, in quanto, a causa della conformazione delle ferrovie della Russia, sarebbe stato impossibile viaggiare da una regione da un lato di Mosca ad un'altra senza dover effettuare un trasbordo da una stazione ferroviaria all'altra.
La costruzione iniziò poco dopo la fine della guerra, e la prima tratta fu aperta nel 1950 da Park Kul'tury e Kurskaja; nel 1952 fu completato un secondo segmento della tratta a nord fino a Belorusskaja e nel 1954 fu completata l'intera circonferenza.
La costruzione dell'anello permise forti cambiamenti nei tragitti dei passeggeri nella città di Mosca, consentendo anche lo sviluppo di molte future linee. Dall'anello partivano sette linee radiali, quattro delle quali collegavano il centro alle estreme periferie, tagliando diametralmente la città.

### Cronologia
| Tratta                     | Data di apertura | Lunghezza |
| -------------------------- | ---------------- | --------- |
| Park Kul'tury-Kurskaja     | 1º gennaio 1950  | 6,5 km    |
| Kurskaja-Belorusskaja      | 30 gennaio 1952  | 7,0 km    |
| Belorusskaja-Park Kul'tury | 14 marzo 1954    | 5,9 km    |
| Totale:                    | 12 stazioni      | 19,4 km   |

### Cambiamenti di nome
| Stazione      | Nome precedente                                   | Anni      |
| ------------- | ------------------------------------------------- | --------- |
| Park Kul'tury | Central'nyi Park Kul'tury i Otdycha Imeni Gorkogo | 1950-1980 |
| Oktjabr'skaja | Kalužskaja                                        | 1950-1960 |
| Dobryninskaja | Serpuchovskaja                                    | 1950-1960 |
| Prospekt Mira | Botaničeskij Sad                                  | 1952-1966 |

## Interscambi
Bisogna notare che la Linea Kol'cevaja, diversamente da altre linee della metropolitana di Mosca, non serve nessuna stazione che appartiene esclusivamente alla linea stessa; tutte le sue stazioni sono infatti stazioni di trasferimento, che la collegano alle altre linee, come mostrato sotto:
| Linea                              | Stazione                       |
| ---------------------------------- | ------------------------------ |
| Linea Sokol'ničeskaja              | Park Kul'tury, Komsomolskaja   |
| Linea Zamoskvoreckaja              | Paveleckaja, Belorusskaja      |
| Linea Arbatsko-Pokrovskaja         | Kurskaja, Kievskaja            |
| Linea Filëvskaja                   | Kievskaja                      |
| Linea Kalužsko-Rižskaja            | Oktjabrskaja, Prospekt Mira    |
| Linea Tagansko-Krasnopresnenskaja  | Taganskaja, Krasnopresnenskaja |
| Linea Kalininskaja-Solncevskaja    | Taganskaja                     |
| Linea Serpuchovsko-Timirjazevskaja | Dobryninskaja, Novoslobodskaja |
| Linea Ljublinskaja                 | Kurskaja                       |

## Infrastrutture e materiale rotabile
La linea è servita dal deposito Krasnaja Presnja (n°4) ed è stata la prima ad adottare i treni 81-717/714 nel 1978. Attualmente, sono in funzione sulla linea 34 treni a sei carrozze.

## Sviluppi recenti e piani futuri
Oggi, la linea è una delle più affollate e frequentate e l'afflusso dei passeggeri cresce sempre di più durante le ore di punta. Nel 1998 è stata aperto un secondo ingresso a Belorusskaja, e vi sono progetti per aprire altre entrate alle stazioni di Park Kul'tury e Komsomol'skaja.
Sono in corso molti lavori per il miglioramento della vecchia linea; recentemente, a Novoslobodskaja si sono svolti pesanti lavori di restauro, inclusa la sostituzione dell'illuminazione e il ritocco delle vetrate, capolavoro di Pavel Korin. L'ingresso di Taganskaja è stato chiuso nel 2005 per sostituire i vecchi ascensori e per rinnovare l'ambiente; la zona è stata riaperta nel 2006, e poco dopo si sono svolti lavori simili alla stazione Dobryninskaja.
Nonostante il fatto che, quanto la stazione fu aperta, vi fossero sei stazioni progettate per ulteriori trasbordi futuri, il sistema si rivelò comunque troppo limitato. Sono in progetto due stazioni sulla Linea Kol'cevaja per fornire ulteriori punti di trasferimento a due linee future. La prima, Suvorovskaja (anche detta Ploščad Suvorova), situata tra Prospekt Mira e Novoslobodskaja, potrà far trasferire i passeggeri verso Dostoevskaja della Linea Ljublinsko-Dmitrovskaja. Tuttavia, sebbene la costruzione sia iniziata a Suvorovskaja, è poi stata bloccata per ragioni finanziarie e la stazione non sarà pronta per l'apertura della tratta Dmitrovskij nel 2008/2009.
L'altra stazione pianificata, dovrà essere costruita tra Krasnopresnenskaja e Kievskaja, per divenire il punto di trasferimento verso la Linea Kalininskaja, quando essa inizierà la sua estensione verso ovest. La costruzione non inizierà fino al 2015, pertanto la stazione non sarà aperta fino ad almeno il 2020.